# Suzie Templeton
Suzie Templeton (ur. 1967 w Hampshire) – brytyjska reżyser i scenarzystka. Zrealizowany przez nią w łódzkim Se-ma-forze, w koprodukcji z BreakThru Films z Wielkiej Brytanii lalkowy film animowany Piotruś i wilk otrzymał Oscara w kategorii krótkiej animacji za rok 2007.

## Filmografia

### reżyser
- Stanley (2000)
- Dog (2002)
- Piotruś i wilk (Peter & the Wolf, 2006)

### scenarzysta
- Stanley (2000)
- Dog (2002)
- Piotruś i wilk (Peter & the Wolf, 2006)

### producent
- Stanley (2000)
- Dog (2002)

## Nagrody
- Nagroda Akademii Filmowej Najlepszy krótkometrażowy film animowany: 2008 Piotruś i wilk
- Nagroda BAFTA Najlepszy krótkometrażowy film animowany: 2002 Dog